# Bechthaler Weiher
Der Bechthaler Weiher liegt beim namengebenden Ort Bechthal, einem Gemeindeteil der Gemeinde Raitenbuch im mittelfränkischen Landkreis Weißenburg-Gunzenhausen.
Das Stillgewässer liegt auf einer Höhe von rund 481 m ü. NHN in einer Offenlandschaft der Anlauteralb, einem Teil-Höhenzugs der Fränkischen Alb, im äußersten Osten des Landkreises Weißenburg-Gunzenhausen. Der Weiher liegt etwa 300 Meter Luftlinie östlich des Ortskerns von Bechthal im hier südöstlich verlaufenden Tal der Anlauter, die dicht an seiner Südseite vorbeifließt und mit der er mehrere Verbindungen hat. Ferner wird der Weiher von Quellen aus der näheren Umgebung gespeist. Im Norden und Süden erheben sich mehrere Berge der Fränkischen Alb; im Süden steht in weniger als 300 Metern Entfernung auf einem Ostsporn des rechten Talhangs die Burgruine Bechthal. Rund 800 Meter weiter östlich verläuft die Grenze zum oberbayerischen Landkreis Eichstätt.
Das etwa 1 Hektar große und von West nach Ost etwa 200 Meter lange Gewässer wurde im Zuge der Flurbereinigung im Jahr 1977 angelegt und im Jahr 2007 saniert. Ein örtlicher Fischereibetrieb unterhält und bewirtschaftet das Gewässer, das mit Karpfen, Zander und Schleie besetzt ist.
Weil er am Rande der sich touristisch entwickelnden Region des Fränkischen Seenlandes liegt, wird im Weiher auch immer mehr gebadet. In der Umgebung gibt es mehrere Park- und Zeltplätze.